# Кендря
Кендря (рум. Chendrea) — село у повіті Селаж в Румунії. Входить до складу комуни Белан.
Село розташоване на відстані 369 км на північний захід від Бухареста, 20 км на схід від Залеу, 44 км на північний захід від Клуж-Напоки.

## Населення
За даними перепису населення 2002 року у селі проживали 886 осіб, усі — румуни. Усі жителі села рідною мовою назвали румунську.